# Tomoya Nakanishi
Tomoya Nakanishi (født 12. april 1992) er en japansk fodboldspiller.
Han har spillet for flere forskellige klubber i sin karriere, herunder Kataller Toyama.